# 艾蘭公園 (愛達荷州)
艾蘭公園（英語：Island Park）是一個位於美國愛達荷州弗里蒙特縣的城市。

## 地理
艾蘭公園的座標為44°29′59″N 111°20′19″W / 44.49972°N 111.33861°W，而該地的平均海拔高度為1918米（即6293英尺）。

## 人口
根據2010年美國人口普查的數據，艾蘭公園的面積為16.02平方千米，當中陸地面積為15.74平方千米，而水域面積為0.28平方千米。當地共有人口286人，而人口密度為每平方千米17.85人。